# Кшивоволя
Кшивоволя (пол. Krzywowola) — село в Польщі, у гміні Рейовець-Фабричний Холмського повіту Люблінського воєводства. Населення — 195 осіб (2011).

## Історія
За даними етнографічної експедиції 1869—1870 років під керівництвом Павла Чубинського, населення села порівну становили римо-католики та греко-католики, які розмовляли українською мовою.
У 1975—1998 роках село належало до Холмського воєводства.

## Демографія
Демографічна структура станом на 31 березня 2011 року:
|          | Загалом | Допрацездатний вік | Працездатний вік | Постпрацездатний вік |
| -------- | ------- | ------------------ | ---------------- | -------------------- |
| Чоловіки | 92      | 22                 | 60               | 10                   |
| Жінки    | 103     | 23                 | 54               | 26                   |
| Разом    | 195     | 45                 | 114              | 36                   |